# Championnats du monde juniors de ski alpin 2003
Les Championnats du monde juniors de ski alpin 2003 se sont déroulés du 1er au 8 mars 2003 dans le Briançonnais (Hautes-Alpes) en France. Les pistes de Serre Chevalier, de Puy-Saint-Vincent et de Montgenèvre se sont partagé l'organisation des compétitions.

## Podiums

### Hommes
| Épreuves | Or               | Argent          | Bronze                 |
| -------- | ---------------- | --------------- | ---------------------- |
| Descente | Daniel Albrecht  | Sergeij Komarov | Marc Berthod           |
| Super G  | François Bourque | Sergeij Komarov | Mario Scheiber         |
| Géant    | Mario Scheiber   | Daniel Albrecht | Philipp Schoerghofer   |
| Slalom   | Marc Berthod     | Daniel Albrecht | Lucas Senoner          |
| Combiné  | Daniel Albrecht  | Lucas Senoner   | Christian Flaschberger |

### Femmes
| Épreuves | Or                      | Argent               | Bronze           |
| -------- | ----------------------- | -------------------- | ---------------- |
| Descente | Tamara Wolf             | Lindsey Kildow       | Julia Mancuso    |
| Géant    | Jessica Lindell-Vikarby | Lene Loeseth         | Maria Riesch     |
| Super G  | Julia Mancuso           | Brigitte Acton       | Kelly Vanderbeek |
| Slalom   | Michaela Kirchgasser    | Ana Jelusic          | Resi Stiegler    |
| Combiné  | Maria Riesch            | Michaela Kirchgasser | Resi Stiegler    |